# Athyrium rupicola
Athyrium rupicola là một loài thực vật có mạch trong họ Woodsiaceae. Loài này được (Edgew. ex C. Hope) C. Chr. miêu tả khoa học đầu tiên năm 1905.